# 1934 en Italie
Chronologie de l'Italie
- 1930
- 1931
- 1932
- 1933
- 1934
- 1935
- 1936
- 1937
- 1938

## Événements
- 17 mars : Protocoles de Rome[1] (Italie, Autriche, Hongrie) pour renforcer la position de l'Italie face à l'Allemagne dans les régions danubiennes.

- 25 mars  : élections législatives[2].

- 28 avril : début de la XXIXe législature du royaume d'Italie[2].

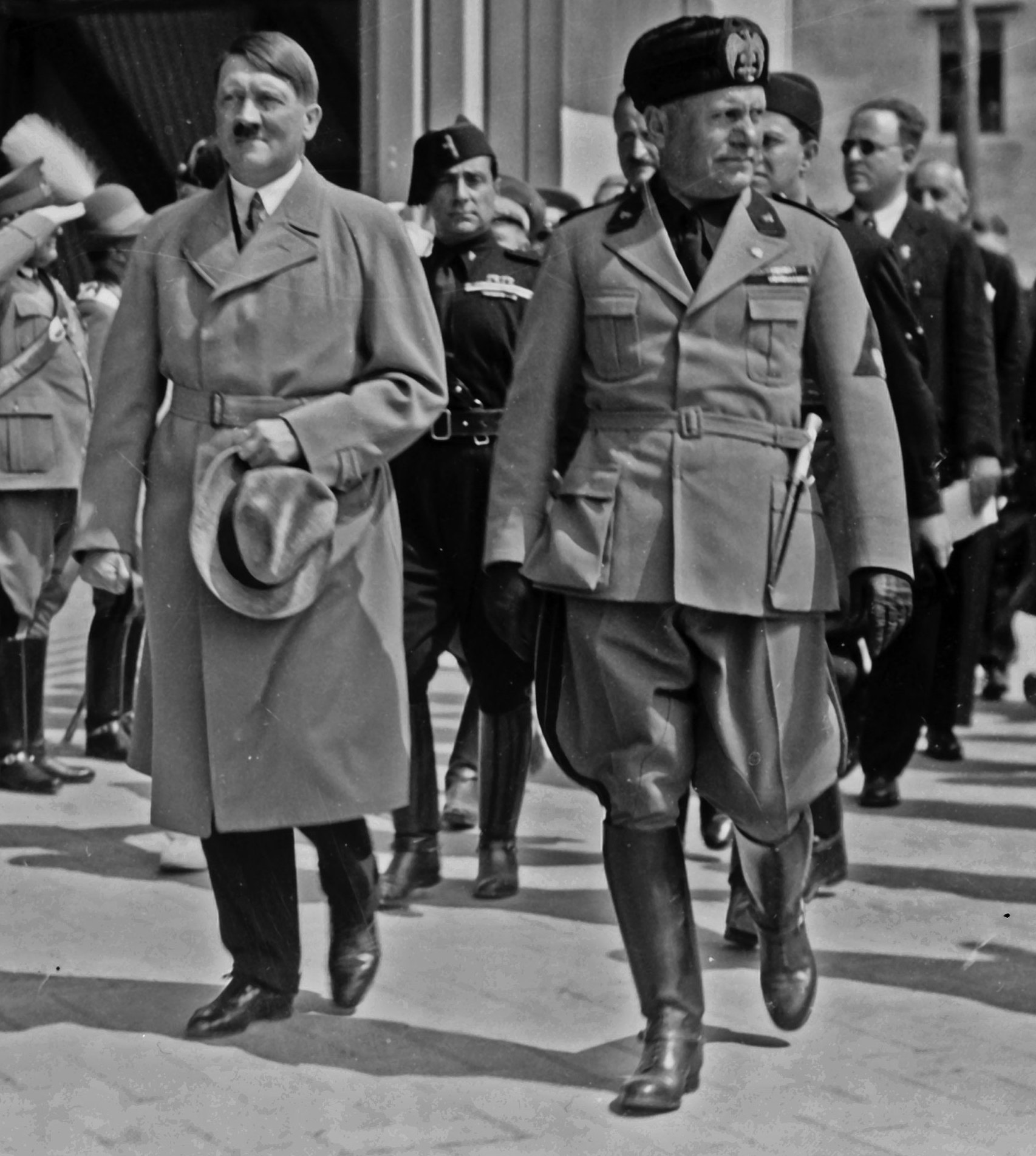
Adolf Hitler et Benito Mussolini à Venise.

- 14 juin : première rencontre entre Adolf Hitler et Benito Mussolini à Venise[3].
- 22 juin : double décret de la Congrégation du Saint-Office qui met à l'index les œuvres complètes (opera omnia) de Benedetto Croce et de Giovanni Gentile[4].

- 1er juillet : nouvelle politique budgétaire axée sur l’accroissement sensible des dépenses militaires pour préparer et moderniser l'armée italienne face à l'aggravation de la situation sécuritaire mondiale (guerre contre l'Ethiopie, Second conflit mondial...). 36 milliards de lires sont alloués aux armements entre le 1er juillet 1934 et 31 mars 1938 selon le ministre des finances Thaon di Revel (it)[5].
- 21 août : entrevue entre Mussolini et le nouveau chancelier autrichien Kurt Schuschnigg à Florence ; l'Italie propose à l'Autriche une assistance militaire en cas d’invasion allemande[6].

- 11 octobre : convention collective introduisant la semaine de 40 heures[7].
- 5 décembre : incident de frontière près de Welwel entre la Somalie italienne et l’Empire d’Éthiopie qui décide de porter le conflit devant la SDN (2 janvier 1935)[8].

## Économie
- La crise économique frappe durement l'Italie avec la chute des exportations et la hausse du chômage.

- Le déficit de la balance commerciale est de 2,451 milliards (1,441 en 1933). L’Italie choisit une politique d’autarcie qui va fortement accentuer les conséquences de la crise économique (dette, chômage, faiblesse des exportations)
- L’État abandonne sa politique de grands travaux et réoriente ses financements vers les armements. Le bilan de cette politique coûteuse pour les finances publiques (43 milliards de lires dépensés soit 3 années de recettes fiscales) est globalement négatif avec des conséquences importantes sur la dette publique, qui croît sensiblement :
- Construction de nouvelles voies ferrées, alors que les compagnies de chemins de fer sont en déficit constant (900 millions de lires en avril 1935); effondrement du commerce extérieur, du fait de la crise économique, mais octroi d'importants crédits pour l'aménagement des ports de Gênes, Trieste et Venise; subventions pour la construction de paquebots de luxe ; ouvertures de nombreuses autoroutes (544 kilomètres construits au 30 juin 1934[5]), bien que la circulation automobile soit encore cinq fois inférieure à la France, et que les péages élevés en écartent la plupart des automobilistes.
- Lancement du tracteur agricole Super Landini (it), qui connait un grand succès commercial[9]. Avec ses 48 chevaux de puissance, il est le tracteur le plus puissant de la production nationale, concurrencés uniquement par ceux de fabrication américaine estimés moins fiables.

## Culture
- 22-29 avril : la première édition des Lictoriales (Littoriali) se tient à Florence.

### Cinéma

#### Films italiens sortis en 1934
- La signora Paradiso, film réalisé par Enrico Guazzoni

#### Mostra de Venise
- Coupe Mussolini du meilleur film étranger: L'Homme d'Aran (Man of Aran) de Robert J. Flaherty
- Coupe Mussolini du meilleur film italien : Teresa Confalonieri de Guido Brignone
- Médaille d'or du meilleur acteur : Wallace Beery pour Viva Villa ! de Jack Conway
- Médaille d'or pour la meilleure actrice : Katharine Hepburn pour Les Quatre Filles du docteur March (Little Women) de George Cukor
- Médaille d'or : Stadio de Carlo Campogalliani
- Médaille d'or du meilleur dessin animé : Funny Little Bunnies de Walt Disney

### Littérature

#### Prix et récompenses
- Prix Bagutta : Carlo Emilio Gadda, Il castello di Udine, (Solaria)
- Prix Viareggio : Raffaele Calzini, Segantini, romanzo della montagna

## Naissances en 1934
- 3 janvier : Luigi Lunari, dramaturge, écrivain et essayiste. († 15 août 2019)
- 30 janvier : Giovanni Battista Re, cardinal, préfet de la Congrégation des évêques
- 24 février : Bettino Craxi, homme politique, († 19 janvier 2000).
- 14 mars : Dionigi Tettamanzi, cardinal, archevêque de Milan. († 5 août 2017)
- 28 mars : Ilaria Occhini, actrice. († 20 juillet 2019)
- 1er mai : Giorgio De Marchi (it), footballeur. († 11 janvier 2020)
- 9 mai : Bruno Grandi, dirigeant sportif. († 13 septembre 2019)
- 27 juin : Alberto Bevilacqua, poète, romancier, cinéaste et journaliste, lauréat du prix Strega en 1968 pour L'occhio del gatto. († 9 septembre 2013)
- 11 juillet : Giorgio Armani, couturier et designer.
- 17 juillet : Giuliana Morandini, écrivain et critique littéraire. († 22 juillet 2019)
- 1er septembre : Paolo Sardi, cardinal. († 13 juillet 2019)
- 15 septembre : Iaia Fiastri (Maria Grazia Pacelli), scénariste et parolière. († 28 décembre 2018)
- 20 septembre : Sophia Loren, actrice.
- 25 septembre : Giuseppe Pontiggia, écrivain et critique littéraire. († 27 juin 2003).
- 12 octobre : Pino Caruso, acteur, écrivain et animateur de télévision.  († 7 mars 2019)
- 2 décembre : Tarcisio Bertone, cardinal secrétaire d'État de la Curie romaine depuis le 15 septembre 2006.
- 23 décembre : Claudio Scimone, chef d'orchestre. († 6 septembre 2018)

## Décès en 1934
- 18 novembre : Pietro Gasparri, cardinal de la Curie romaine (° 5 mai 1852).
- 23 novembre : Giovanni Brunero, coureur cycliste, triple vainqueur du Giro (1921, 1922, 1926). (°4 octobre 1895)
- 9 décembre : Alceste De Ambris, homme politique et syndicaliste révolutionnaire. (° 15 septembre 1874)